# Urs Leimgruber
 (février 2023).
Si vous disposez d'ouvrages ou d'articles de référence ou si vous connaissez des sites web de qualité traitant du thème abordé ici, merci de compléter l'article en donnant les références utiles à sa vérifiabilité et en les liant à la section « Notes et références ».
Pour les articles homonymes, voir Leimgruber.
Urs Leimgruber est un saxophoniste suisse né à Lucerne le 1er janvier 1952. Il est actif dans le domaine du jazz et de la musique improvisée.

## Formations
Leimgruber est ou fut membre de différentes formations :
- le quartet OM (de), créé à Lucerne en 1972, avec le guitariste Christy Doran, le batteur Fredy Studer (de) et le bassiste Bobby Burri (de), pratiquait l'« Electricjazz Freemusic » et tourna, avec un certain succès, en Suisse et en Allemagne ;
- le quartet Reflexionen, avec Don Friedman (de), Bobby Burri (de) et Joël Allouche (de), auquel il participa jusqu'en 1987 ;
- le duo avec John Wolf Brennan (de), jusqu'en 1989 ;
- le quartet Noir, Joëlle Léandre à la contrebasse, Marilyn Crispell au piano et Fritz Hauser à la batterie ;
- le trio d'improvisation ember, avec Barre Phillips et Jacques Demierre (de) ;
- le quartet d'improvisation du même nom, avec Oliver Schwerdt (de), Alexander Schubert (Musiker) (de) et Christian Lillinger (de) ;
- depuis 2008, le sextet d'improvisation Six, avec la flûtiste suisse Anne Gillot, la performeuse vocale Dorothea Schürch (de), la violoniste Charlotte Hug (de) et le clavier Thomas Lehn (de).

Il collabore par ailleurs avec Saadet Türköz (de) et, sur des projets ponctuels, avec le quartet ARTE (de).

## Quelques enregistrements
- Statement of an Antirider (Hat Hut 6013, 1988)
- Ungleich (Hat Hut 6049, 1990)
- L'Énigmatique (Hat Hut 6091, 1991)
- Goletter (Unit: 4050, 1992)
- Duho (Unit: 4062, 1993)
- Lines (Hat Hut 6149, 1994)
- Behind the Night (B&W 049, 1994)
- No Try No Fail (Hat Hut 509, 1996)
- Leimgruber Live Hauser (Plainisphare, 1998)
- Quartet Noir (victo 067, 1999)
- Blue Log (For4Ears CD 1137, 2000)
- Screen (cod 005, 2000)
- Nach der Stimme, avec Felix Philipp Ingold (de) (cod 006, 2000)
- Wing Vane (victo 079, 2001)
- Out of Sound (Leo Records (de) LR 337, 2002)
- The Difference between a Fish (Potlatch (Label) (de) P302, 2003)
- e_a.sonata.02 avec dem ARTE Quartett (de) (For4Ears CD 1447, 2003)
- Oullh d'baham avec Oliver Schwerdt (de), Alexander Schubert (Musiker) (de) & Christian Lillinger (de) (Euphorium EUPH 010, 2006)
- 13 Pieces For Saxophone Solo (LEO 498, 2006)
- Love Letters to the President avec Hans Koch & Omri Ziegele (de) (Intakt 154, 2008)
- Albeit avec Barre Phillips & Jacques Demierre (Jazzwerkstatt 74, 2008)
- Aurona Arona avec Oliver Schwerdt, Alexander Schubert, Christian Lillinger (Creative Sources CS 167, 2009)
- Chicago Solo Solo (LEO 570, 2009)